# Cabezo Llorosos
El cabezo Llorosos es, con 1792 m s. n. m., la cumbre más alta del sector noroeste del macizo del Cornión u Occidental de los Picos de Europa. Es un cabezo que señala el límite noroeste del parque nacional de Picos de Europa. Está situado justo enfrente y encima de la garganta del Cares.
La localidad más importante de la zona es Puente Poncebos, en la carretera AS-264.